# بيلي كريسماس
بيلي كريسماس هو لاعب اللاكروس كندي، ولد في 19 فبراير 1879 في مونتريال في كندا، وتوفي في 25 مارس 1941.